# يفيس باراي
يفيس باراي (بالفرنسية: Yves Baraye) (21 يونيو 1992 بداكار في السنغال - ) هو لاعب كرة قدم سنغالي في مركز الوسط. لعب مع كييفو فيرونا ونادي بارما ونادي لوميتساني ويوفي ستابيا وسسارة توريس ‏.

## روابط خارجية
- يفيس باراي على موقع قاعدة بيانات كرة القدم.إي يو (الإنجليزية)
- يفيس باراي على موقع Soccerway.com (الإنجليزية)
- يفيس باراي على موقع AS.com (الإسبانية)